# Березоворудське водосховище

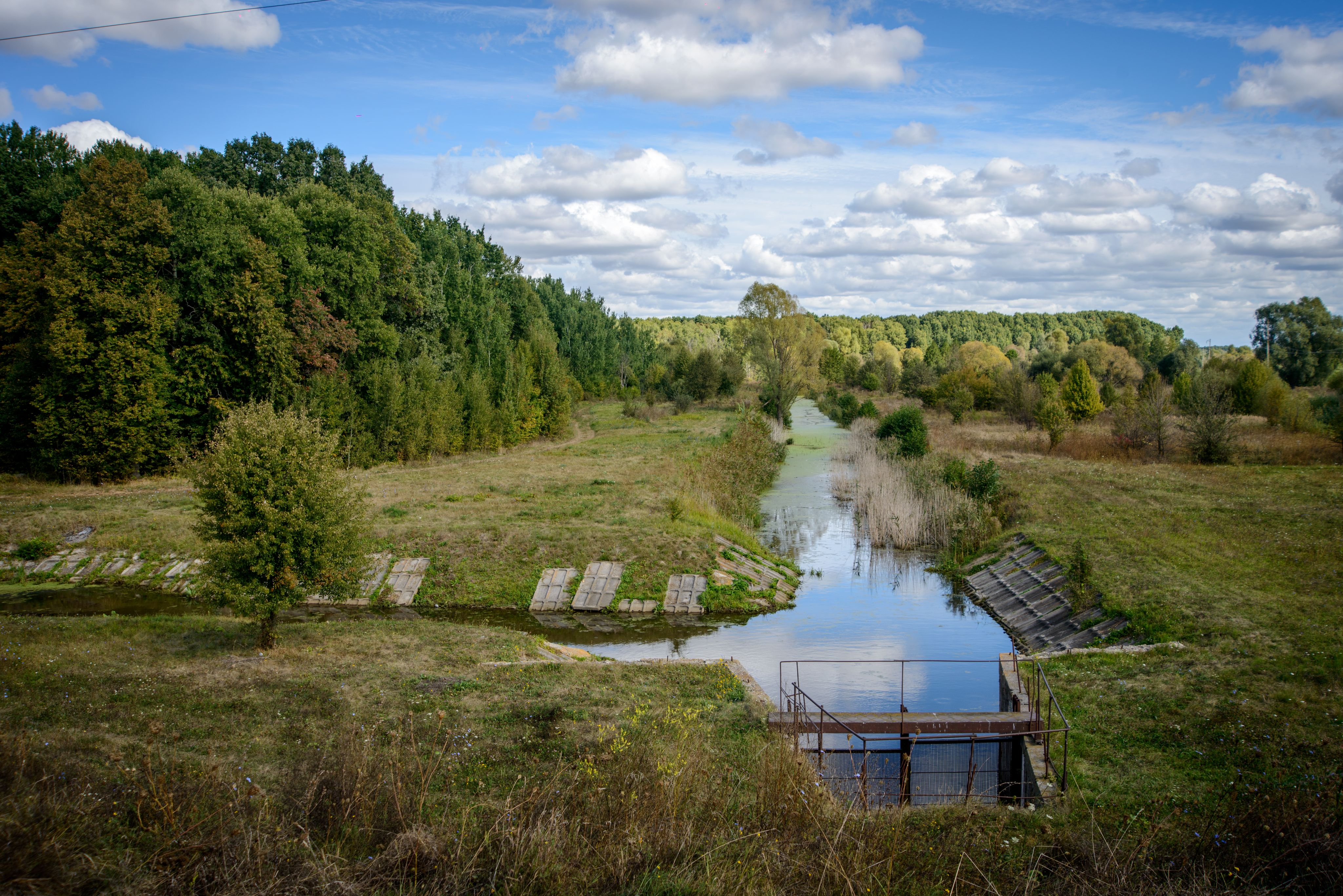
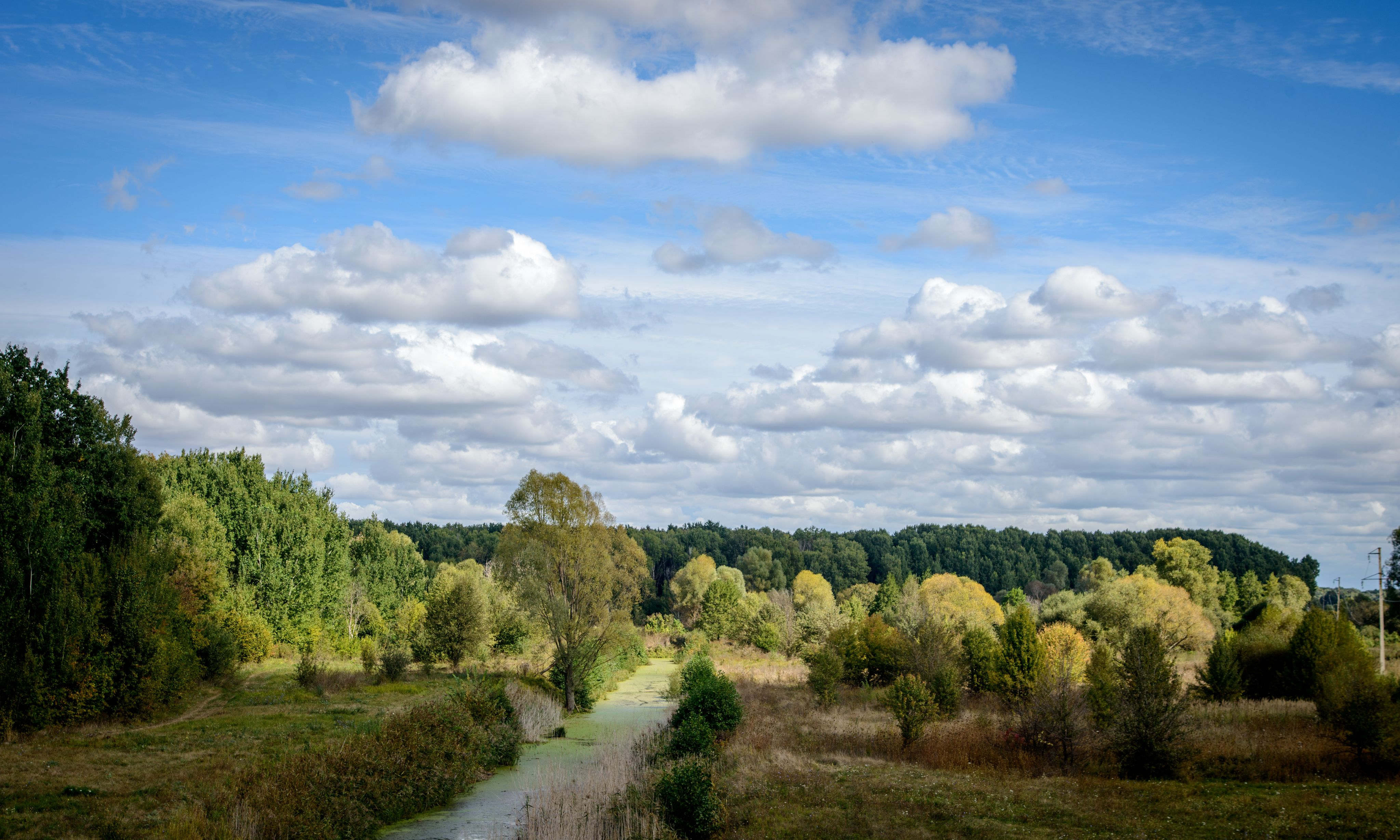
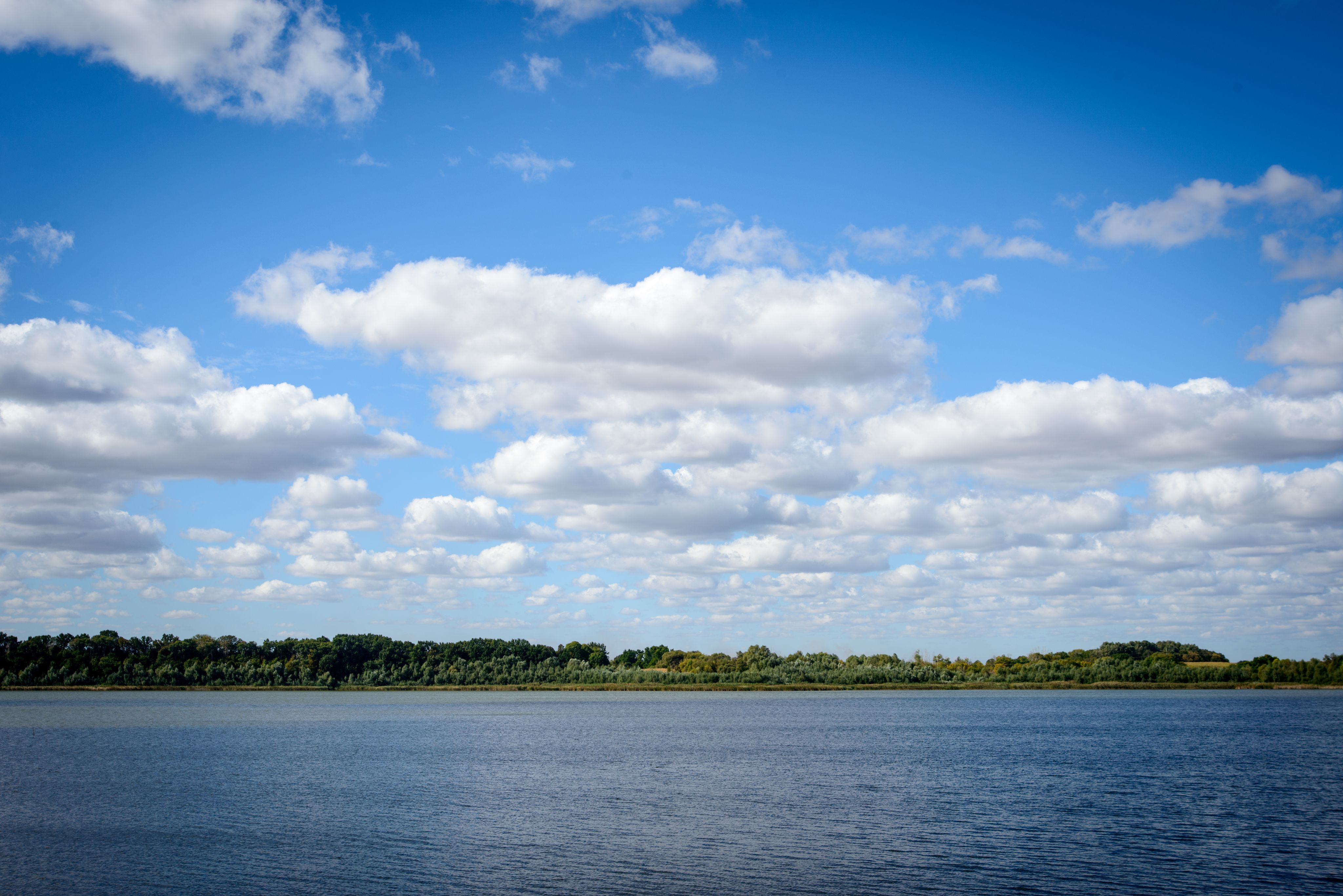

50°22′24″ пн. ш. 32°9′59″ сх. д. / 50.37333° пн. ш. 32.16639° сх. д.
Березовору́дське водосхо́вище — розміщене в Пирятинському районі біля села Березова Рудка. Створене 1980. Регулятор водного режиму у заплавах річок Переводу і Рудої. Використовується для розведення риби, водоплавної птиці. Зона відпочинку. Перебуває у віданні Пирятинського дослідного спеціалізованого заводу. Площа 113 га.